# Inha Babakova
Inha Alvidasivna Babakova (transliteração em ucraniano: Інга Альвідасівна•Бабакова, Asgabade, 26 de junho de 1967) é uma ex-atleta do salto em altura ucraniana. Já representou em competições a União Soviética e com a sua dissolução soviética, a Ucrânia.

## Biografia
Inha Babakova nasceu no ano de 1967 em Asgabade, capital do Turquemenistão, no contexto do país como parte integrante da União Soviética - com o nome de República Socialista Soviética Turcomena.
Em 1991, ano de dissolução da União Soviética, a atleta representou o país no Campeonato Mundial de Atletismo de 1991, realizado em Tóquio no Japão. Alcançou o terceiro lugar na categoria por salto em altura após ultrapassar a altura de 1.96m, sendo superada apenas pela soviética Yelena Yelesina e a alemã Heike Henkel. Dois anos depois, em 1993, participou do Campeonato Mundial de Atletismo em Pista Coberta, realizado em Toronto, no Canadá. Na edição, alcançou o terceiro lugar no salto em altura, sendo superada pela búlgara Stefka Kostadinova e a alemã Heike Henkel. Também participou do Campeonato da Europa de Atletismo de 1994, realizado na Finlândia, onde angariou a quarta colocação em sua categoria. Babakova também participou do Campeonato Mundial de Atletismo de 1995, realizado na Suécia, onde conquistou a medalha de bronze, atrás apenas da búlgara Stefka Kostadinova e a alemã Alina Astafei.
Com os bons resultados adquiridos com o passar das competições - uma medalha pela União Soviética e duas conquistas pela Ucrânia - conquistou lugar no selecionado ucraniano para participar dos Jogos Olímpicos de Verão de 1996, realizados em Atlanta nos Estados Unidos. Nessa  competição, ganhou a medalha de bronze para a Ucrânia após superar a altura de 2.01m, sendo superada por Stefka Kostadinova e da atleta grega Niki Bakogianni.
Com o bom resultado olímpico deu prosseguimento a sua carreira em outros campeonatos. No ano de 1997, participou de duas importantes competições. Em ambas competições garantiu a medalha de prata para a Ucrânia. No Campeonato Mundial de Atletismo em Pista Coberta de 1997, realizado em Paris na França, foi superada apenas por Stefka Kostadinova, após a búlgara ter saltado 2.02m, enquanto Babakova pulo 2.00m. Já no Campeonato Mundial de Atletismo de 1997, realizado em Atenas, Babakova, dividiu a medalha de prata com a atleta da Rússia, Olga Kaliturina, pois ambas pularam a mesma altura de 1.96m. A medalha de ouro ficou com a norueguesa Hanne Haugland.

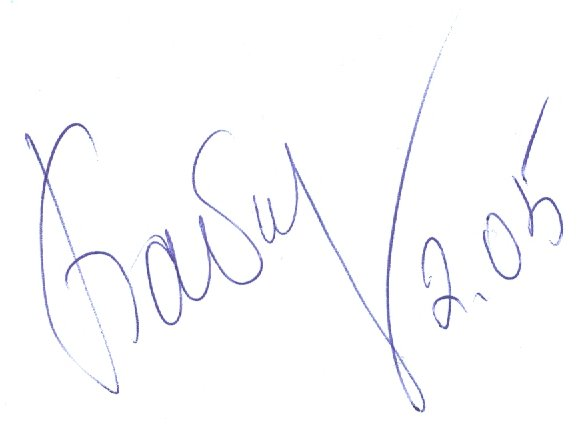
Autógrafo de Babakova com seu recorde pessoal de 2.05 m

No ano de 1999, Babakova representou a Ucrânia no  Campeonato Mundial de Atletismo de 1999, realizado em Sevilha na Espanha, e venceu a medalha de ouro para o país, superando as duas competidoras russas Yelena Yelesina e Svetlana Lapina, que completaram o pódio.
Novamente, o bom desempenho da atleta, a credenciou para integrar a equipe ucraniana que esteve presente nos Jogos Olímpicos de Verão de 2000, realizados em Sydney na Austrália. Seu nome figurou entre uma das favoritas para ganhar a competição  de salto em altura na edição australiana. Apesar do favoritismo, Babakova não conseguiu suprir as expectativas em torno do seu nome, ficando em quinto lugar na competição.
Após a derrota olímpica, a atleta votou a destacar-se no ano seguinte. Babakova conquistou a medalha de prata no salto em altura no Campeonato Mundial de Atletismo em Pista Coberta de 2001, realizada na capital portuguesa, Lisboa. Na competição foi apenas superada pela sueca Kajsa Bergqvist. Também foi medalha de prata no Campeonato Mundial de Atletismo de 2001, realizado em Edmonton no Canadá. Saltou 2.00m na competição - mesma altura da sul-africana Cloete Hestrie - porém, por critérios de desempate a medalha de ouro ficou com Hestrie.
No ano de 2003, Babakova participou do Campeonato Mundial de Atletismo em Pista Coberta de 2003, que ocorreu na cidade de Birmingham no Reino Unido. Na competição ficou com o oitavo lugar. No mesmo ano, retornou a Paris para participar do Campeonato Mundial de Atletismo de 2003, onde conquistou o décimo quinto lugar.
Aos trinta e sete anos, participou da delegação ucraniana para os Jogos Olímpicos de Verão de 2004, realizados em Atenas, na Grécia. Durante a competição do salto em altura, na rodada de classificação, conseguiu o décimo lugar ao saltar 1.92 m de altura. Na rodada final, superou 1.93m e terminou na nona posição.

## Quadro de medalhas
| Ano                             | Competição                                               | Local                   | Posição   | Altura | Ref.   |
| ------------------------------- | -------------------------------------------------------- | ----------------------- | --------- | ------ | ------ |
| Representando a União Soviética |                                                          |                         |           |        |        |
| 1991                            | Campeonato Mundial de Atletismo de 1991                  | Tóquio, Japão           | 3         | 1.98   | [ 8 ]  |
| Representando a Ucrânia         |                                                          |                         |           |        |        |
| 1993                            | Campeonato Mundial de Atletismo em Pista Coberta de 1993 | Toronto, Canadá         | 3         | 2.00   | [ 10 ] |
| 1994                            | Campeonato da Europa de Atletismo de 1994                | Helsínquia, Finlândia   | 4º lugar  | 1.93   | [ 11 ] |
| 1995                            | Campeonato Mundial de Atletismo de 1995                  | Gotemburgo, Suécia      | 3         | 1.99   | [ 12 ] |
| 1996                            | Jogos Olímpicos de Verão de 1996                         | Atlanta, Estados Unidos | 3         | 2.01   | [ 15 ] |
| 1997                            | Campeonato Mundial de Atletismo em Pista Coberta de 1997 | Paris, França           | 2         | 2.00   | [ 16 ] |
| 1997                            | Campeonato Mundial de Atletismo de 1997                  | Atenas, Grécia          | 2         | 1.96   | [ 17 ] |
| 1999                            | Campeonato Mundial de Atletismo de 1999                  | Sevilha, Espanha        | 1         | 1.99   | [ 20 ] |
| 2000                            | Jogos Olímpicos de Verão de 2000                         | Sydney, Austrália       | 5º lugar  | 1.96   | [ 24 ] |
| 2001                            | Campeonato Mundial de Atletismo em Pista Coberta de 2001 | Lisboa, Portugal        | 2         | 2.00   | [ 26 ] |
| 2001                            | Campeonato Mundial de Atletismo de 2001                  | Edmonton, Canadá        | 2         | 2.00   | [ 28 ] |
| 2003                            | Campeonato Mundial de Atletismo em Pista Coberta de 2003 | Birmingham, Reino Unido | 8º lugar  | 1.92   | [ 30 ] |
| 2003                            | Campeonato Mundial de Atletismo de 2003                  | Paris, França           | 15º lugar | 1.88   | [ 31 ] |
| 2004                            | Jogos Olímpicos de Verão de 2004                         | Atenas, Grécia          | 9º lugar  | 1.93   | [ 34 ] |